# Maretina hivaoa
Maretina hivaoa är en kackerlacksart som beskrevs av Morgan Hebard 1933. Maretina hivaoa ingår i släktet Maretina och familjen småkackerlackor. Inga underarter finns listade i Catalogue of Life.